# Hauge (Rogaland)
Hauge is een plaats in de Noorse gemeente Sokndal, provincie Rogaland. Hauge telt 2166 inwoners (2007) en heeft een oppervlakte van 2,4 km².